# Bataille de Chemulpo
Guerre russo-japonaise
Batailles
- Port-Arthur (1re)
- Chemulpo
- Yalou
- Nanshan
- Te-li-Ssu
- Incident du Hitachi Maru
- Col de Motien
- Tashihchiao
- Port-Arthur (2e)
- Hsimucheng
- Mer Jaune
- Ulsan
- Korsakov
- Liaoyang
- Cha-Ho
- Sandepu
- Mukden
- Tsushima
- Invasion de Sakhaline

La bataille de Chemulpo est une bataille navale livrée le 9 février 1904 en Corée, pendant la guerre russo-japonaise (1904-1905).

## Prémices

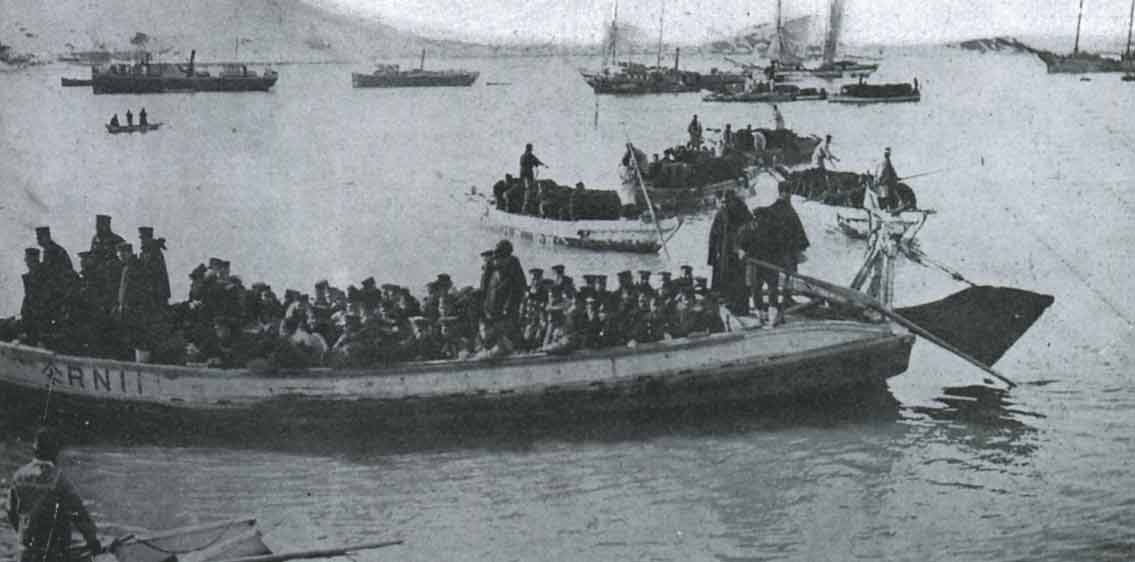
Débarquement des marines japonais dans la baie de Chemulpo

Commandé par Vsevolod Roudniev, le Varyag arrive en rade le 10 janvier. Son équipage comprend un commandant en second, trois lieutenants de vaisseau, quatre officiers mécaniciens, deux médecins, un prêtre orthodoxe, quatre maîtres d'équipage, trois commis de cuisine et 530 matelots. Il est rejoint peu après par le Koreïets commandé par Belaïev (et comprenant soixante hommes d'équipage).
Dans le port se trouvaient des navires neutres : le HMS Talbot (en) anglais commandé par Lewis Bayly (en), le Vicksburg américain, l'Elba italien commandé par Raffaele Borea Ricci D'Olmo, le croiseur français de la classe Descartes le Pascal commandé par Sénès.
Les communications étant coupées depuis plusieurs jours, le ministre de Russie à Séoul donne des ordres pour que le Koreïets aille chercher des ordres à Port-Arthur. Sortant du port, à hauteur de l'île Yodolmi, celui-ci subit le lancement de trois torpilles qui manquent leur but et tire deux coups de canon. Après cet engagement le Koreïets rentre au port.

## La bataille
Le 8 février, une flotte japonaise se présente devant le port de Chemulpo (Incheon) et débarque des troupes. Dans le port se trouvent deux navires russes, le croiseur Varyag et la canonnière Koreïets, qui assistent au débarquement sans intervenir. Il est vrai que la guerre n'est pas officiellement déclarée (elle ne le sera que le 10), et, si cela n'embarrasse guère les Japonais qui attaquent le même jour Port-Arthur, cela gêne les Russes, plus formalistes.
Le lendemain matin, le contre-amiral Uryu adresse un ultimatum au capitaine Roudniev, commandant du Varyag, par lequel il le met en demeure de quitter Chemulpo avant midi, afin de combattre en pleine mer. L'officier japonais précise qu'en cas de refus, ses bâtiments attaqueront à 16 heures, dans le port pourtant zone neutre, les navires russes. Après un débat avec les capitaines de quatre navires de guerre étrangers (italien, britannique, américain et français) présents dans le port et qui s'indignent du non-respect de la neutralité des lieux, Roudniev fait part de sa détermination à gagner les eaux internationales, pour respecter la réglementation et à engager le combat contre les Japonais pour l'honneur de la marine impériale russe malgré l'écrasante disproportion des forces.
Le Varyag appareille donc, suivi du Koreïets et gagne le large ; l'escadre japonaise ne leur laisse pas une chance et les accable de ses salves. Le croiseur cuirassé Asama, navire amiral japonais, ouvre le feu à 9 000 mètres de distance, bientôt suivi par les cinq croiseurs protégés de l'escadre nippone. Le Varyag se défend avec acharnement mais ses tirs sont imprécis et n'atteignent pas ses adversaires. Il est en revanche touché à onze reprises dont trois au-dessous de la ligne de flottaison. Après 35 minutes d'affrontement, il rentre tant bien que mal au port, le pont jonché de victimes, tout en continuant à tirer sur les Japonais avec ses deux pièces arrière de 152 mm. Revenu à Chemulpo, il est sabordé par son équipage tandis que les bateaux neutres français, italien et britannique envoient des chaloupes recueillir les marins russes. Quoiqu’indemne, le Koreïets subit un sort similaire pour ne pas tomber entre les mains des Japonais.

## Bilan
Le Varyag a tiré 180 coups de ses pièces principales et 360 des autres. Le Koreïets a tiré 23 coups de son armement principal et 18 coups des autres pièces.
Le transport russe Sungari, également présent dans le port, est aussi sabordé. Les Russes déplorent 222 tués et blessés lors de l'engagement alors que les Japonais n'ont aucune victime.

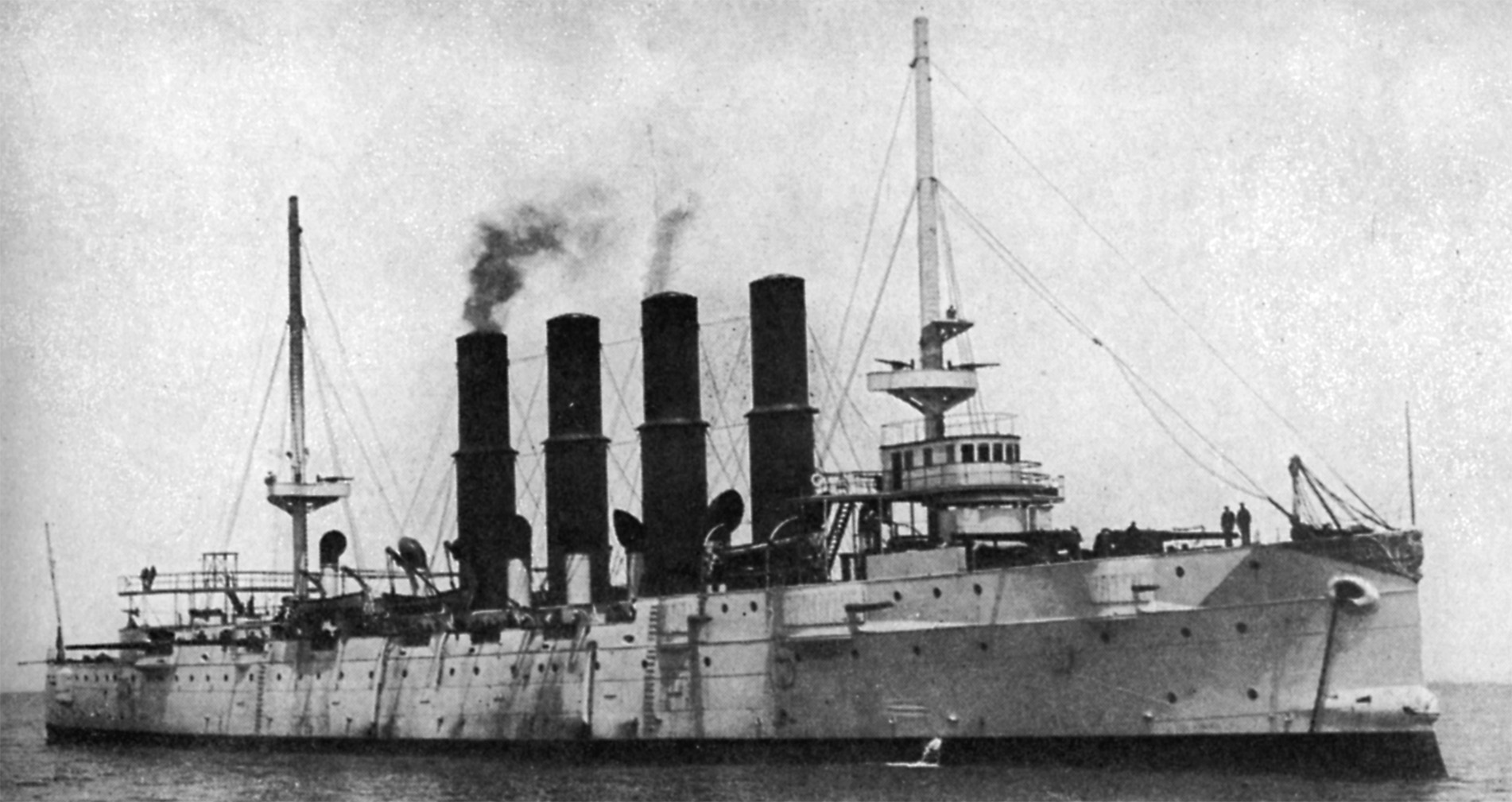
Le Varyag

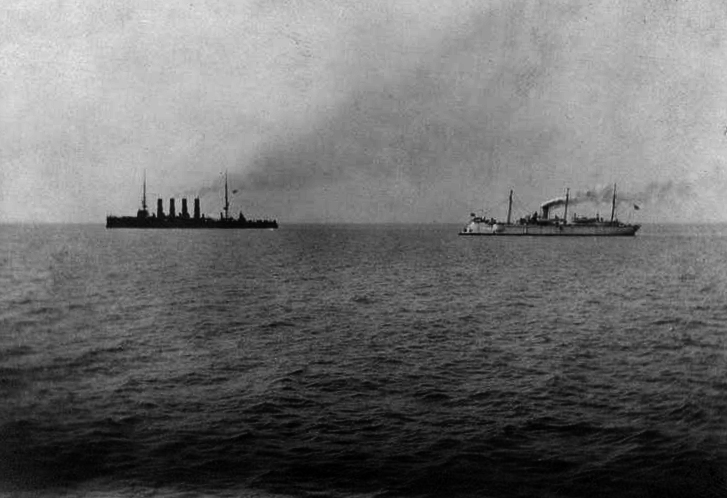
Le Varyag et le Koreïets

Le contre-amiral Uryu exige des capitaines des navires français, italiens et britanniques qu'ils livrent les marins russes qu'ils ont embarqués et qu'il considère comme des prisonniers de guerre. Il se heurte à une fin de non-recevoir et n'insiste pas.
Le Varyag est renfloué par les Nippons, qui le réutilisent sous le nom de Soya, avant de le vendre douze ans plus tard à la Russie.

## Navires engagés

### Russie
| Nom      | Type       | Tonnage      | Puissance          | Armement                                  | Notes                   |
| -------- | ---------- | ------------ | ------------------ | ----------------------------------------- | ----------------------- |
| Varyag   | Croiseur   | 6 500 tonnes | 23 nœuds (43 km/h) | 12 canons de 6 pouces                     | Capitaine Vladimir Behr |
| Koreïets | Canonnière | 1 413 tonnes | 13 nœuds (24 km/h) | 2 canons de 8 pouces, 1 canon de 6 pouces | Commandant Belaïev      |

### Japon
| Nom       | Type                      | Tonnage      | puissance          | Armement       | Notes              |
| --------- | ------------------------- | ------------ | ------------------ | -------------- | ------------------ |
| Naniwa    | Croiseur                  | 3 700 tonnes | 18 nœuds (33 km/h) | 2 de 10 3 de 6 | Contre-amiral Uryu |
| Asama     | Croiseur                  | 9 750 tonnes |                    | 4 de 8 7 de 6  |                    |
| Takachino | Croiseur                  | 3 700 tonnes | 18 nœuds (33 km/h) | 2 de 10 3 de 6 |                    |
| Niitaka   | Croiseur                  | 3 400 tonnes |                    | 4 de 6 5 de 75 |                    |
| Akashi    | Croiseur                  | 2 700 tonnes |                    | 2 de 6 3de 120 |                    |
| Chiyoda   | Croiseur                  | 2 450 tonnes |                    |                |                    |
| Chidori   | Torpilleur classe Cyclone | 140 tonneaux |                    |                |                    |
| Hayabusa  | torpilleur classe Cyclone | 140 tonneaux |                    |                |                    |
| Kasasagi  | Torpilleur classe Cyclone | 140 tonneaux |                    |                |                    |

## Dans la culture
L'incident est relaté dans le film Le Croiseur Variague réalisé par Viktor Eisymont, sorti en 1946,,,.

### Sources et bibliographie
- Stéphane Morhain, « La Guerre russo-japonaise », revue Champs de bataille no 10, février-avril 2006.